# İlqar Qurbanov
İlqar Qurbanov (Baku, 25 aprile 1986) è un ex calciatore azero, di ruolo centrocampista.

## Carriera

### Club
Ha giocato nella massima serie del campionato azero e turco.

### Nazionale
Debutta nel 2004 con la Nazionale azera.

## Palmarès

### Club

#### Competizioni nazionali
- Campionato azero: 3

Qarabag: 2013-2014, 2014-2015, 2015-2016
- Coppa d'Azerbaigian: 4

Qarabag: 2014-2015, 2015-2016, 2016-2017
Qəbələ: 2018-2019
- Supercoppa d'Azerbaigian: 1

Qarabag: 2015